# Silvio Micali
Silvio M. Micali (né le 13 octobre 1954 à Palerme) est un informaticien italo-américain du Laboratoire d'informatique et intelligence artificielle du MIT et professeur d'informatique au Département d’ingénierie électrique et informatique du MIT depuis 1983. Sa recherche porte sur la théorie de la cryptographie et de la sécurité de l'information.

## Biographie
Il obtient un doctorat Ph.D. de l'université de Californie à Berkeley en 1982 ; son directeur de thèse est Manuel Blum.
Micali est lauréat du prix Gödel en 1993 et du prix Turing 2012. En 2007, il est nommé membre de l'Académie nationale des sciences et membre de l'International Association for Cryptologic Research. Il est également membre de l'Académie nationale d'ingénierie des États-Unis et de l'Académie américaine des arts et des sciences.
En 2017, Micali créé Algorand, une blockchain sécurisée et évolutive, qui fournit une plateforme numérique pour la création de produits et services financiers décentralisés.

## Travaux
Micali est connu notamment pour ses travaux fondamentaux sur la cryptographie asymétrique (cryptographie à clé publique), les fonctions pseudo-aléatoires, la signature numérique, le transfert inconscient (oblivious transfer en anglais), le calcul multiparti sécurisé (en) (secure multi-party computation en anglais), et il est l'un des coïnventeurs de la preuve à divulgation nulle de connaissance (zero-knowledge proof en anglais).
Il a travaillé avec Shafi Goldwasser.

## Publications (sélection)
- Michael J. Fischer, Silvio Micali et Charles Rackoff,  « A Secure Protocol for the Oblivious transfer (Extended Abstract) », Journal of Cryptology, vol. 9, n° 3, 1996, p. 191-195.
- Oded Goldreich, Silvio Micali et Avi Wigderson,  « Proofs that Yield Nothing But Their Validity, or All Languages in NP have Zero-Knowledge Proof systems »,  Journal of the ACM, vol. 38, n° 3, 1991, p. 691-729.
- Manuel Blum, Alfredo De Sants, Silvio Micali et Giuseppe Persiano, « Noninteractive Zero-Knowledge »,  SIAM Journal on Computing, vol. 20, n° 6, 1991, p. 1084-1118.
- Michael Ben-Or, Oded Goldreich, Silvio Micali et Ronald L. Rivest,  « A Fair Protocol for Signing Contracts », IEEE Transactions on Information Theory, vol. 36, n° 1, 1990, p. 40-46.
- Shafi Goldwasser, Silvio Micali et Charles Rackoff,  « The Knowledge Complexity of Interactive Proof Systems », SIAM Journal on Computing, vol. 18, n° 1, 1989, p. 186-208.
- Shafi Goldwasser, Silvio Micali et Ronald L. Rivest, « A Digital Signature Scheme Secure Against Adaptive Chosen-Message Attacks »,  SIAM Journal on Computing, vol. 17, n° 2, 1988, p. 281-308.
- Silvio Micali, Charles Rackoff et Bob Sloan,  « The Notion of Security for Probabilistic Cryptosystems »,  SIAM Journal on Computing, vol. 17, n° 2, 1988, p. 412-426.
- Oded Goldreich, Silvio Micali et Avi Wigderson, « How to Play any Mental Game, or A Completeness Theorem for Protocols with Honest Majority », Proceedings of the Symposium on the Theory of Computation (STOC), 1987, p. 218-229.
- Shafi Goldwasser et Silvio Micali, « Probabilistic Encryption »,  Journal of Computer and System Sciences, vol. 28, n° 2, 1984, p. 270-299.
- Manuel Blum et Silvio Micali,  « How to Generate Cryptographically Strong Sequences of Pseudo-Random Bits », SIAM Journal on Computing, vol.  13, n° 4, 1984, p. 850-864.